# Gordéliz
Gordéliz (en euskera y oficialmente Gordeliz) es un concejo del municipio de Arceniega, en la provincia de Álava.

## Historia
Hacia mediados del siglo XIX, el lugar, ya por entonces perteneciente a Arceniega, tenía contabilizada una población de 32 habitantes. Aparece descrito en el octavo volumen del Diccionario geográfico-estadístico-histórico de España y sus posesiones de Ultramar de Pascual Madoz con las siguientes palabras:

GORDELIZ: l. ó barrio en la prov. de Alava, part. jud. de Amurrio, dióc. de Santander, hermandad y ayunt. de Arceniega. (V.). Tiene 7 casas. 7 vec., 32 alm.
(Madoz, 1847, p. 447)

En 2022, tenía empadronados 34 habitantes.

## Demografía
| Gráfica de evolución demográfica de Gordéliz entre 2000 y 2017 |
|                                                                |
| Población de derecho según los censos de población del INE.    |